# Hannah Harper
Hannah Harper   (Brixham, 4 de juliol de 1982) va ser una actriu porno anglesa. El seu nom prové d'una combinació dels noms de dos de les seves amigues.
Va aparèixer diverses vegades a les revistes High Society i Club International. Addicionalment, a l'abril va ser la noia Penthouse del mes, noia Aziani, i la portada i pàgina central de la revista Hustler al maig de 2002.
També va començar treballant com a ballarina en diversos clubs de striptease, aprenent molt de Flick Shagwell, però va arribar a dir: "Sabia que no podia ballar... no tinc sentit del ritme".
A la fi de 2006, Harper va dir que es retirava de Sin City ja que desitjava filmar material més suau, per obtenir un grau en psicologia. Al llarg d'aquest camí va interpretar a Ophelia en la sèrie de Cinemax "Co-Ed Confidential," i en "Christy", i conjuntament amb Nikki Nova en la produccción de Digital Entertainment "Busty Cops 2". Recentment Hannah va començar a treballar al Món Fantàstic del strip porno de Whorecraft que va rebre una gran cobertura en els mitjans.
Hannah ha esmentat que ella va estar una vegada casada, però es va divorciar i al mateix temps quan ella va conèixer a Ben English, es trobava en una relació estable amb Mary Carey.